# Alexander Matwejewitsch Jelisarow
Alexander Matwejewitsch Jelisarow (russisch Александр Матвеевич Елизаров; * 7. März 1952 in Wjasowka oder Nischni Mywal, Rajon Sosnowoborsk in der Oblast Pensa, damals Sowjetunion) ist ein ehemaliger sowjetischer Biathlet.
Alexander Jelisarow begann mit fünfzehn Jahren bei einem Ferienaufenthalt in Kusnezk mit dem Skilanglauf. Er gewann einige regionale Rennen und kam daraufhin an eine Ingenieursschule in Pensa, wo er intensiv trainieren konnte und gezielt gefördert wurde. Dort wurde er Mitglied einer Biathlontrainingsgruppe. 1973 wurde er in die Juniorennationalmannschaft aufgenommen. Im selben Jahr gelang es ihm, Alexander Tichonow beim UdSSR-Cup zu schlagen. Bei den Weltmeisterschaften 1975 wurde er Zweiter sowohl im Einzel als auch mit der Staffel (Jelisarow, Uschakow, Kruglow, Tichonow). 1976 zog er zur Vorbereitung auf die Olympischen Spiele nach Mytischtschi. Zu dieser Zeit startete er für Trud Moskau. Bei den Olympischen Winterspielen 1976 in Innsbruck gewann Jelisarow eine Goldmedaille mit der Biathlonstaffel und eine Bronzemedaille im Einzel. Als Startläufer der Staffel übergab er mit 42 Sekunden Vorsprung an Iwan Bjakow. Nikolai Kruglow und Alexander Tichonow bauten den Vorsprung aus, dabei blieben alle vier sowjetischen Läufer am Schießstand fehlerfrei. Mit der drittbesten Laufzeit bei zwei Fehlschüssen sicherte er sich hinter Kruglow und knapp hinter Heikki Ikola den dritten Platz im Einzel. Silber gewann er bei den Weltmeisterschaften im selben Jahr, bei der nur der nichtolympische Sprintwettbewerb ausgetragen wurde. Bei den Biathlon-Weltmeisterschaften 1977 in Vingrom gewann er seinen einzigen Weltmeistertitel. Die sowjetische Staffel siegte in derselben Besetzung wie 1975 vor Finnland und der DDR. Im Sprint wurde er Siebzehnter und im Einzel kam er nicht zum Einsatz. Auf nationaler Ebene gewann er zwei Meistertitel, 1973 und 1975 jeweils im Sprint. Am Ende der Saison 1977 beendete er seine Karriere. Danach arbeitete er als Biathlontrainer. 1982 gründete er eine Jugendsportschule für Biathlon, die nach ihm benannt wurde (Пушкинская комплексная детско-юношеская спортивная школа по биатлону и другим видам спорта имени А. М. Елизарова) und deren erster Leiter er war. Nach dem Zusammenbruch der Sowjetunion begann er mit dem Handel von Sportausrüstung und betreibt eine Reihe von Sportwaffengeschäften. Jelisarow wurde sowohl der Titel Verdienter Meister des Sports (1976) als auch Verdienter Trainer Russlands verliehen und er wurde mit dem Ehrenzeichen der Sowjetunion ausgezeichnet. Er wurde 2009 zum Ehrenbürger der Gemeinde Puschkino ernannt. Jelisarow ist verheiratet, hat einen Sohn und eine Tochter.